# Johann III. (Werdenberg)
Graf Johann III. von Werdenberg (* vor/um 1416; † 26. April 1465) gilt als der „Erneuerer“ der Linie der Grafen von Werdenberg-Heiligenberg-Sigmaringen im 15. Jahrhundert.

## Herkunft
Er entstammte der Linie Werdenberg-Trochtelfingen-Sigmaringen-Heiligenberg, einer Seitenlinie der Grafen von Werdenberg und war über diese ein Nachfahre der Pfalzgrafen von Tübingen. Er hatte einen jüngeren Bruder, Graf Eberhard III. von Werdenberg.

## Die Eheschließung
Johann von Werdenberg wurde zusammen mit seinem Bruder Eberhard am Hof der Grafen von Württemberg erzogen. Dort machte er die Bekanntschaft mit Elisabeth von Württemberg, der Tochter des Grafen Eberhard III. aus dessen zweiter Ehe mit Markgräfin Elisabeth von Brandenburg-Kulmbach, die im Jänner des Jahres 1428 mit Herzog Albrecht III. von Baiern-München verlobt wurde, wobei auch der Zeitpunkt der Eheschließung bereits feststand. Im Frühjahr 1428 heirateten Johann und Elisabeth, wodurch dieses Eheprojekt nicht zustande kam. Ihre ohne Wissen und Zustimmung ihrer Familien geschlossene Ehe wurde jedoch am 27. April 1430 offiziell anerkannt. Der Konflikt zwischen den Häusern Württemberg und Baiern-München wurde mit einer Strafzahlung an Herzog Albrecht III. beigelegt.

## „Erneuerung“ der Herrschaften der Grafen von Werdenberg
In der Folge gelang Johann III. in Anlehnung an das Haus Württemberg und unter Ausnutzung der politischen Verhältnisse im Reich eine erfolgreiche Territorialpolitik. Nach Anerkennung seiner Eheschließung wurden ihm von den Württembergern die Pfandschaften Sigmaringen und Veringen bestätigt. Von 1429 bis 1434 sicherte er sich mit ihrer Hilfe in einem gegen König Sigmund geführten Fiskalprozess die Grafschaft Heiligenberg, auf die er Erbschaftsansprüche geltend gemacht hatte. Im Jahr 1439 ließ er sich diese Grafschaft in Ofen von König Albrecht II. als Reichslehen bestätigen.
1456 führte seine Gattin am kaiserlichen Hof eine Erbschaftsklage gegen Graf Ulrich V. von Württemberg, die eine Fehde zur Folge hatte, die bis 1459 dauerte und Johann als langjährigen Rat des Grafen Ulrich in einen schweren Loyalitätskonflikt brachte. 1459 leistete er zusammen mit Elisabeth einen Erbverzicht an die Grafen von Württemberg, wofür sie die Pfandschaften Sigmaringen und Veringen als Allod erhielt. Diese ließen Johann und sie sich vom Kaiser zu Reichslehen übertragen, wobei ihnen auch das Recht auf die weibliche Erbfolge zugestanden wurde.
Seine Mitglied- und Hauptmannschaft in der Ritterschaft vom St. Jörgenschild und ein Bündnis mit den „Bodensee-Städten“ bewährte sich 1464 und in den Folgejahren bei einem Konflikt mit den Grafen von Rechberg und den Herren von Klingenberg.

## Tod und Hinterlassenschaft

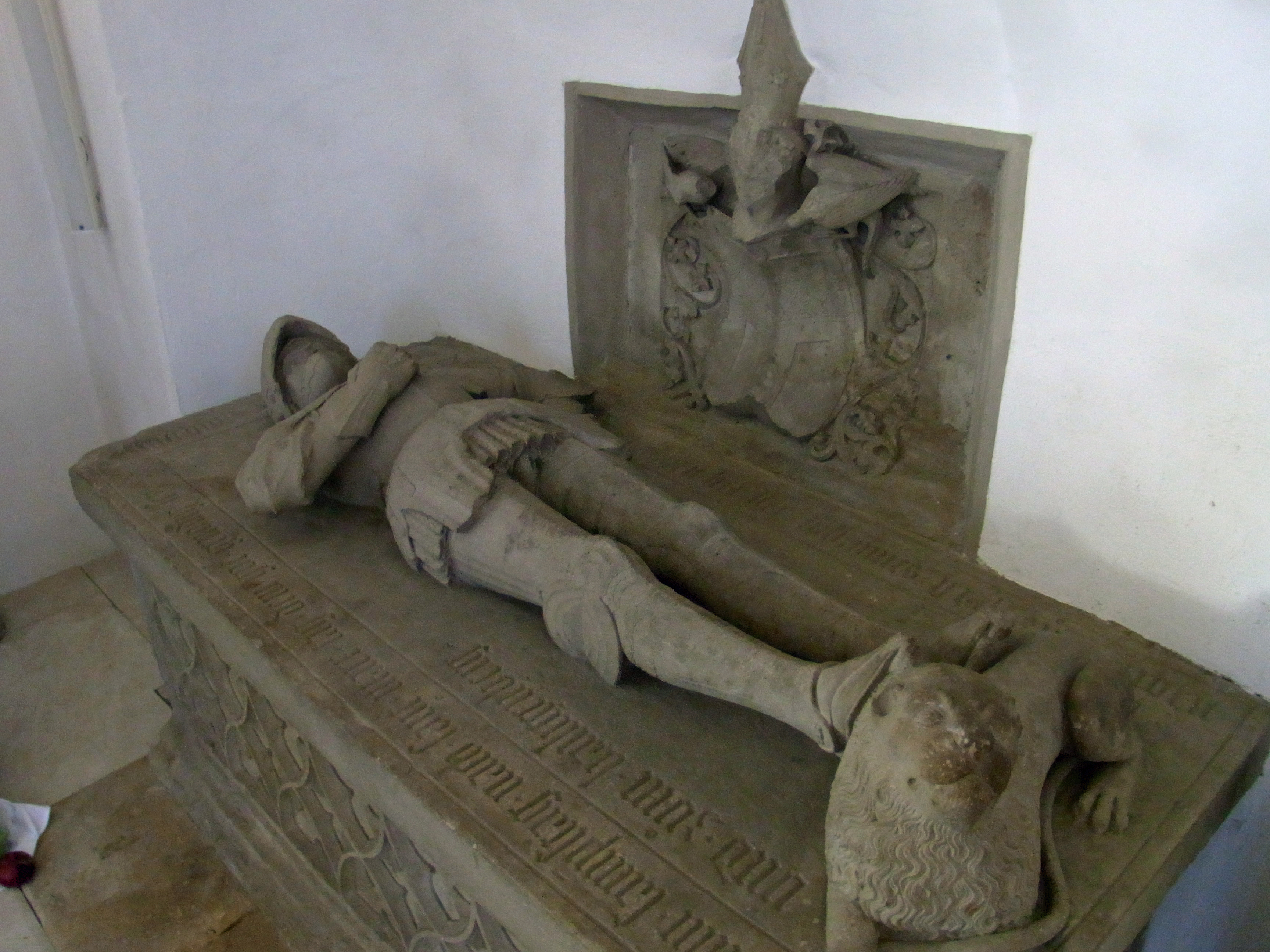
Tumba Johann von Werdenberg † 1465 in der St.-Martins-Kirche Trochtelfingen

Johann von Werdenberg dürfte am 26. April verstorben sein, vermutlich im Jahr 1465. Er wurde in der Pfarrkirche St. Martin in Trochtelfingen begraben. Noch vor seinem Tod hatte er 1459  seinem ältesten Sohn Georg die Grafschaft Heiligenberg überlassen, der nach seinem Tod auch das Familienseniorat ausübte. Georgs Söhne erbten später auch Sigmaringen und Veringen, doch starb mit ihnen die Familie um 1534 in männlicher Linie aus.

## Nachkommen
Aus der Ehe mit Elisabeth von Württemberg hatte Johann mehrere Kinder, von denen einige sehr vorteilhafte Ehen eingehen konnten.
Zu seinen Kindern gehören:
- Graf Georg III. von Werdenberg († 12./15. Mrz 1500) ⚭  1464, mit Markgräfin Katherina von Baden.
- Graf Johann II. von Werdenberg († 1486), Bischof von Augsburg
- Graf Haug von Werdenberg († 1508), Rat der Kaiser Friedrich III. und Maximilian I.
- Graf Heinrich XIII. von Werdenberg († 1501 oder 1505), Domherr zu Straßburg
- Graf Rudolf X. von Werdenberg († 1505), Großprior der Johanniter
- Graf Ulrich von Werdenberg († 17. Juli 1503)
- Graf Gabriel von Werdenberg
- Graf Ludwig von Werdenberg (jung gestorben)
- Gräfin Margarete von Werdenberg (* 1436/37; † 1496), Äbtissin des Damenstifts Buchau
- Gräfin Anna von Werdenberg († 1497), Äbtissin des Damenstifts Buchau
- Gräfin Agnes von Werdenberg (* 1434; † 13. Dezember 1467) ⚭ 1445[8] mit Graf Jobst Nikolaus I. von Zollern († 9. Februar 1487/88), Mutter des Grafen Friedrich II. von Zollern, der seinem Onkel Johann als Bischof von Augsburg nachfolgte.
- Gräfin Elisabeth von Werdenberg († 9. Februar 1487/88)  ⚭ 1462[9] mit Graf Haug XI. von Montfort-Tettnang (9. Januar 1454/55; † 16. August 1491)
- Gräfin Martha von Werdenberg († 1486) ⚭ nach 1465[10] mit Nikolaus (Nicholas) von Abensberg (2. Juli 1441 – 28. Februar 1484/85)